# Strada principale 25
La strada principale 25 è una strada principale della Svizzera. È un asse nord-sud e collega Lenzburg a Arth tra i cantoni Argovia, Zugo e Svitto.